# خورخه سن استبان
خورخه سن استبان (انگلیسی: Jorge San Esteban؛ زادهٔ ۲۸ ژوئن ۱۹۷۲) بازیکن فوتبال اهل آرژانتین است.
از باشگاه‌هایی که در آن بازی کرده‌است می‌توان به باشگاه فوتبال جیمناسیا لاپلاتا اشاره کرد.
وی همچنین در تیم ملی فوتبال آرژانتین بازی کرده‌است.